# Petar Kapisoda
Petar Kapisoda (Cetinje, 26. lipnja 1976.), crnogorski je rukometaš i rukometni dužnosnik. S reprezentacijom SR Jugoslavije osvojio je brončana odličja na svjetskim prvenstvima 1999. u Egiptu i 2001. u Francuskoj. U svojoj karijeri igrao je za Lovćen, Crvenku, Partizan, Crvenu zvezdu, Bosnu i Zagreb. Nastupio je za crnogorsku reprezentaciju na SP 2013.
Osvojio je šest prvenstava Jugoslavije.

## Vanjske poveznice
- Oni pobjeđuju: Petar Kapisoda, Al Jazeera Balkans, 7. travnja 2023.